# ジムウェルズ郡 (テキサス州)
ジムウェルズ郡（英: Jim Wells County）は、アメリカ合衆国テキサス州の南西部に位置する郡である。2010年国勢調査での人口は40,838人であり、2000年の39,326人から3.8%増加した。郡庁所在地はアリス市（人口19,104人）であり、同郡で人口最大の都市でもある。ジムウェルズ郡は1912年に設立され、郡名は南テキサスの政治ボスだったジェイムズ・バベージ・ウェルズ・ジュニアにちなんで名付けられた。
ジムウェルズ郡はその全体でアリス小都市圏を構成している。

## 地理
アメリカ合衆国国勢調査局に拠れば、郡域全面積は868平方マイル (2,248.1 km2)であり、このうち陸地865平方マイル (2,240.3 km2)、水域は3平方マイル (7.8 km2)で水域率は0.43%である。

### 主要高規格道路
- アメリカ国道281号線
- テキサス州道44号線
- テキサス州道359号線
- 農場市場直結道路665号線

### 隣接する郡
- ライブオーク郡 - 北
- サンパトリシオ郡 - 北東
- ニュエセス郡 - 東
- クレバーグ郡 - 東
- ブルックス郡 - 南
- デュバル郡 - 西

## 人口動態
以下は2000年国勢調査による人口統計データである。
| 基礎データ - 人口: 39,326人 - 世帯数: 12,961 世帯 - 家族数: 10,096 家族 - 人口密度: 18人/km2（46人/mi2） - 住居数: 14,819軒 - 住居密度: 7軒/km2（17軒/mi2） 人種別人口構成 - 白人: 77.90% - アフリカン・アメリカン: 0.60% - ネイティブ・アメリカン: 0.62% - アジア人: 0.43% - 太平洋諸島系: 0.09% - その他の人種: 17.93% - 混血: 2.43% - ヒスパニック・ラテン系: 75.71% 年齢別人口構成 - 18歳未満: 31.4% - 18-24歳: 9.0% - 25-44歳: 26.5% - 45-64歳: 20.6% - 65歳以上: 12.4% - 年齢の中央値: 33歳 - 性比（女性100人あたり男性の人口） - 総人口: 95.2 - 18歳以上: 91.4 | 世帯と家族（対世帯数） - 18歳未満の子供がいる: 40.2% - 結婚・同居している夫婦: 58.0% - 未婚・離婚・死別女性が世帯主: 15.2% - 非家族世帯: 22.1% - 単身世帯: 19.7% - 65歳以上の老人1人暮らし: 9.5% - 平均構成人数 - 世帯: 2.99人 - 家族: 3.45人 収入と家計 - 収入の中央値 - 世帯: 28,843米ドル - 家族: 32,616米ドル - 性別 - 男性: 30,266米ドル - 女性: 17,190米ドル - 人口1人あたり収入: 12,252米ドル - 貧困線以下 - 対人口: 24.1% - 対家族数: 20.1% - 18歳未満: 31.8% - 65歳以上: 21.3% |

## 政治
2004年大統領選挙で、ジムウェルズ郡はジョージ・W・ブッシュがジョン・ケリーに敗れたことではテキサス州で幾つかしかない郡の1つになった。ケリーが6,824 票を得たのに対し、ブッシュは 5,808 票だった。

### 1948年アメリカ合衆国上院議員選挙
ジムウェルズ郡は、1948年アメリカ合衆国上院議員選挙で悪名高い「ボックス13事件」の舞台になった。民主党の予備選挙でリンドン・B・ジョンソンが人気の高い元知事のコーク・スティーブンソンを200票差で破った。その後の調査で、この200票は投票が締め切られた後に投票箱に「詰め込まれた」ものであることが判明した。最終的にジョンソンは上院議員に当選した。

## 都市と町
- アリス - 郡庁所在地
- オレンジグローブ
- サンディア
- プレモント
- サンディエゴ、大半はデュバル郡内

### 村
- パーニタスポイント、一部はライブオーク郡内

### 未編入の町
| - アルフレッド・サウスラパロマ - アルフレッド - アリスエーカーズ - ベンボルト - ベントンビル - カサブランカ - コヨーテエーカーズ | - K・バーランチ - ラグロリア - ロマリンダイースト - オウルランチ・アマルゴサ - パリトブランコ - ランチョアレグレ - ランチョデラパリタ | - スプリングフィールド - ウェストデール - サンフェデリコデラコラゾ |